# Al Duffy
Al Duffy, geboren als Gandolfo Daidone (New York, 20 september 1906 - Freehold (New Jersey), 22 december 2006) was een Amerikaanse jazzviolist.

## Biografie
Duffy speelde in 1927 in New York bij Ted Wallace, waarmee hij zijn eerste opnames maakte. In de jaren erna werkte hij overwegend als sessiemuzikant, o.a. met Cliff Edwards, de California Ramblers, de Dorsey Brothers, Adrian Rollini, Annette Hanshaw, Freddie Rich, Merle Johnston, Roger Wolfe Kahn, Ben Selvin, Sam Lanin, Roy Bargy, Jimmy Durante, Don Voorhees en Paul Whiteman. In 1938 nam hij voor het eerst onder eigen naam op (Al Duffy Four), hij maakte toen de 78 toerenplaat The Old Apple Tree/I Can't Stand Sittin' in a Cell met zanger Frank Crumit (Decca 1708) en de plaat Funiculi, Funicula (met op de B-kant Spaniola, Decca 2799)-in zijn band speelden o.m. Jimmy Lytell (klarinet), Frank Victor (gitaar) en Joe Tarto (contrabas). Andere platen volgden in 1940 (Al Duffy and His Strings in Swing) en 1944 (Al Duffy Hot Fiddle), opgenomen met o.a.  Frank Signorelli en Tony Mottola. In de jazz was hij tussen 1927 en 1967 betrokken bij 110 opnamesessies.
Duffy behoorde met Jimmy Bell, Emilio Caceres en Clarence Moore tot de jazzviolisten die, in vergelijking met Stéphane Grappelli, Stuff Smith, Eddie South en Joe Venuti in de jaren 30 en 40 niet zo veel bekendheid genoten.